# تومور ویلمز
تومور ویلمز (Wilms Tumor) یا نفروبلاستوم (به انگلیسی: Nephroblastoma) یکی از تومورهای بدخیم است که در کلیه ایجاد شده و بیش‌ترین احتمال بروز آن در کودکان وجود دارد و به نام معرف آن ماکس ویلمز، جراح آلمانی شناخته می‌شود.

## اپیدمیولوژی
در سطح جهانی، ابتلا به تومور ویلمز آمار یک به ده‌هزار را نشان می‌دهد و احتمال ابتلای به آن در کودکان تا سن ۱۵ سال بیش‌تر است. نسبت به نژاد حضور بیش‌تری در بین سیاه‌پوستان داشته درحالی‌که در مردمان آسیا کمتر از سایر قاره‌ها مبتلا دارد.

## پاتولوژی
بیش‌تر نفروبلاستوم‌ها یک‌طرفه بوده و احتمال درگیر شدن هردو کلیه با هم به کم‌تر از ۵٪ می‌رسد. نفروبلاستوم به لحاظ سرطان‌شناسی تمایل بیش‌تری به ایجاد تومور بدون کپسول و رگ‌سازی دارد اما فضای شکمی را درگیر نمی‌کند. درصورت متاستاز، شش‌ها را درگیر می‌کند و پارگی و گسست در تومور ویلمز، بیمار را با خطر خونریزی داخلی و نیز انتشار تومور به فضای پری‌تونئال روبرو می‌کند که برای درمان اورژانسی و با توجه به شکنندگی تومور، نیاز به جراحی خواهد داشت.
از دیدگاه آسیب‌شناسی، نفروبلاستوم سه عنصر را درگیر می‌سازد:
- بلاستوما
- مزانشیما
- اپیتلیوم

## علائم و نشانه‌ها
- بزرگی غیرطبیعی شکم
- درد در ناحیه شکمی
- تب
- تهوع و استفراغ
- هماچوری و حضور خون در ادرار (حدود۲۰٪ از موارد)
- گاهی هایپرتنسیون یا فشارخون بالا در اثر افزایش ترشح رنین

## تشخیص
احساس توده در فضای شکمی و تشخیص توسط اولتراسوند یا سونوگرافی و ام‌آرآی قدم‌های نخستین در تشخیص بوده و پس از آن باید نمونه‌برداری از تومور صورت گیرد تا نوع سلول سرطانی مشخص شود.